# John Crank
John Crank (* 6. Februar 1916 in Hindley, Lancashire, Vereinigtes Königreich; † 3. Oktober 2006) war ein englischer Mathematiker, dessen Arbeiten zur numerischen Lösung partieller Differentialgleichungen, besonders der Wärmeleitungsgleichung, wegweisend waren.

## Leben
Crank absolvierte 1934–1938 an der Universität Manchester ein Studium, das er als Master of Science (MSc) abschloss. Während des Zweiten Weltkriegs wurde er zum Kriegsdienst verpflichtet und arbeitete auf dem Gebiet der Ballistik. Nach dem Krieg arbeitete er als mathematischer Physiker am Courtaulds Fundamental Research Laboratory. 1953 promovierte Crank an der Universität Manchester zum Doktor der Wissenschaften (DSc). 1957 wurde er Leiter des Fachbereichs Mathematik am Brunel College in Acton (später Brunel University), wo er 1966 zum Professor berufen wurde. Crank war zwei Amtszeiten Vizepräsident der Brunel University, bevor er 1981 emeritierte. Ein Gebäude der Brunel University und ein von ihm gestifteter Garten sind nach John Crank benannt.
John Crank war 63 Jahre verheiratet. Der Ehe entsprangen 2 Kinder.

## Werk
John Crank entwickelte zusammen mit Phyllis Nicolson die Crank-Nicolson-Methode, eine Finite-Differenzen-Methode zur numerischen Lösung der Wärmeleitungsgleichung. In seinem Buch „The Mathematics of Diffusion“ publizierte er analytische und numerische Lösungen dieser partiellen Differentialgleichung für unterschiedlichste Rand- und Anfangsbedingungen. Weiterhin beschäftigte er sich mit der Lösung mathematischer Modelle, die zur Beschreibung beispielsweise von Kristallwachstum und Tiefkühlprozessen dienen. Seine Arbeit an „moving boundary“-Problemen war grundlegend.

## Schriften
- The Mathematics of Diffusion, Oxford University Press, 2. Auflage, 1980, ISBN 978-0-19-853411-2
- Free and Moving Boundary Problems, Clarendon Press, Nachdruck, 1987, ISBN 978-0-19-853370-2